# Eila Helin
Eila Helin – fińska inżynier informatyk, radziecki szpieg.
W latach 1973–1979 pracowała w charakterze informatyka-dokumentalisty w centrali państwowej fińskiej firmy chemicznej Kemira Oy w Helsinkach. Od 1974 prowadziła działalność szpiegowską na rzecz KGB ZSRR. Aresztowana w 1979, 18 marca 1980 została skazana za szpiegostwo na 4 lata więzienia.